# Roqueredonde
Roqueredonde är en kommun i departementet Hérault i regionen Occitanien i södra Frankrike. Kommunen ligger i kantonen Lunas som tillhör arrondissementet Lodève. År 2022 hade Roqueredonde 211 invånare.

## Befolkningsutveckling
Antalet invånare i kommunen Roqueredonde
Referens:INSEE